# Félix Ormazabal Askasibar
Félix Ormazabal Askasibar (Araya, Álava, 5 de mayo de 1940-15 de enero de 2022) fue un político español de ideología nacionalista vasca.

## Carrera
Licenciado en Teología y Derecho, fue sacerdote. Formó parte del segundo Consejo General Vasco como Consejero de Agricultura y Pesca. En las elecciones municipales de 1979 fue elegido alcalde de su localidad natal y Diputado foral de Álava en las listas del Partido Nacionalista Vasco.
Elegido diputado en las elecciones al Parlamento Vasco de 1980, renunció a los pocos meses para seguir ocupando la Consejería de Agricultura y Pesca en el Gobierno Vasco, que mantuvo hasta 1988. Fue reelegido diputado sucesivamente en las elecciones vascas desde 1984 a 1994.
En 1995 fue elegido Diputado general de Álava y en 2000, director de Puertos Deportivos de la Consejería de Transportes, cargo que ocupó hasta la victoria del socialista Patxi López en las elecciones de 2009.
Tras haber ocupado diversos cargos en el ámbito autonómico vasco, se jubiló en 2005. Falleció en la mañana del 15 de enero de 2022.